# Аналіз проблем, що виникають
Аналіз проблем, що виникають (Emerging issues analysis, EIA) - є терміном, що використовується у футурологічних дослідженнях і стратегічному плануванні, описує процес ідентифікації та вивчення питань, які не впливали  у минулому, але які можуть мати вплив у майбутньому.
Оскільки питання, визначені в EIA, є новими, ми не можемо покладатися на їхню історію, щоб передбачити, як вони вплинуть на майбутнє. Це відрізняє EIA від аналізу тенденцій. Аналіз тенденцій використовується для питань, де ми маємо історичні дані, які можуть бути використані для ідентифікації тенденції, яка потім може бути екстрапольована на майбутнє.